# Hittentit
Hittentit is een nummer van Urbanus uit 1982 dat destijds een klein hitje was in Vlaanderen. Het werd als single uitgebracht en was het openingsnummer van de plaat Urbanus VI. De muziek werd door Urbanus en Jean Blaute geschreven en het nummer werd geproduceerd door Evert Verhees en Jean Blaute.
De B-kant van de single was het nummer Waf-Waf-Waf.

## Inhoud
Het lied Hittentit ontleent zijn naam aan het volk de Hettieten. Het hele nummer is een volslagen nonsenslied, vergezeld van een hyperkinetische synthesizerbeat. Tijdens het lied vervangt Urbanus de klinkers van het woord "Hittentit" door de letters e en o, waardoor er woordspelingen ontstaan op de woorden "tetten" (Vlaams dialectwoord voor borsten), hottentotten en het Vlaamse dialectwoord "otto" (= auto)

## Cover
Tijdens het hommageconcert aan Urbanus in 2007, Urbanus Vobiscum, werd Hittentit gecoverd door Roland Van Campenhout en Laïs.

## In populaire cultuur
- Het tweede album uit de Urbanusreeks De Hittentitten zien het niet zitten (1983) werd naar dit nummer vernoemd.
- In het album Urbanellalala (1989) covert het Negerken "Hittentit" tijdens een Urbanus look-a-like-wedstrijd.

## Tv-programma
In het VARA-televisieprogramma Hebben jullie mijn filmpjes al gezien uit 1985 waarin Urbanus filmpjes van zichzelf uit de jaren 70 laat zien (genaamd Urbanusstrips), worden akkoorden van Hittentit gebruikt als leader.